# لیکبی (واشینگتن)
لیکبی (به انگلیسی: Lakebay) یک منطقهٔ مسکونی در ایالات متحده آمریکا است که در شهرستان پیرس، واشینگتن واقع شده‌است. لیکبی ۱۳٫۱۱ متر بالاتر از سطح دریا واقع شده‌است.